# جيدون ستالبرغ
جيدون ستالبرغ (بالسويدية: Gideon Ståhlberg)‏ (26 جانفي 1908، غوتنبرغ - 26 ماي 1967، لينينغراد ) أستاذ كبير وكاتب وحكم شطرنج سويدي، بطل السويد في الشطرنج من 1929 حتى 1939، شارك في أولمبياد الشطرنج 13 مرة مع السويد وفاز بميداليتين فضية وبرونزية في الفردي وواحدة فضية مع الفريق، كما تأهل لمسابقة الترشح للمنافسة على بطولة العالم عامي 1951 و1954. وكان حكما في بطولات العالم من 1954 حتى 1963.

## بطل السويد
فاز ستالبرغ بالبطولات الوطنية المنظمة من قبل الاتحادية السويدية (بطولات غير رسمية) في 1927 ضد غوستا ستولز وفي 1932 ضد إريك لوندين، وفي 1929 أصبح بطل السويد بعد فوزه على ألان نيلسون في مقابلة وفي نفس العام فاز ببطولة الدول الاسكندنافية، وفي 1931 تعادل مع ستولز وحافظ على لقبه كبطل للسويد، وبعدها لم يلعب على اللقب حتى 1938، وفي 1939 فاز ستالبرغ باول بطولة سويدية رسمية وفي نفس العام بطولة الدول الاسكندنافية ضد لوندين.
أصبح ستالبرغ مشهورا في أعوام 1930 بسبب انتصاراته في مقابلات ضد أرون نيمزوفيتش  ورودولف سبيلمان في غوتنبرغ 1934، وفي 1938 لعب مقابلة ضد بول كيريس في ستوكهولم انتهت بالتعادل ، وخسر مقابلات ضد سبيلمن وبغولوبوف في 1930 وضد روبن فاين في ستوكهولم سنة 1937.

## أولمبياد الشطرنج
شارك ستالبرغ في ثلاثة عشر أولمبيادا للشطرنج مع السويد: من 1928 حتى 1939، ومن 1952 حتى 1960 وفي 1964، ولعب في الرقعة الأولى ابتداء من 1931.
في 1933 حصلت فريق السويد على الميدالية البرونزية وفي 1937 حصل ستالبرغ على الميدالية البرونزية في الفردي والميدالية الفضية للفرق، وفي 1952 حصل على الميدالية الفضية في الفردي (واحتلت السويد المركز السابع).

## روابط خارجية
- جيدون ستالبرغ على موقع مباريات الشطرنج (الإنجليزية)
- جيدون ستالبرغ على موقع 365Chess.com (الإنجليزية)
- جيدون ستالبرغ على موقع Chesstempo.com (الإنجليزية)
- جيدون ستالبرغ سجل أولمبياد الشطرنج على موقع OlimpBase.org (الإنجليزية)